# Дэвис, Деннис
Деннис Дэвис (англ. Dennis Davis; 28 августа 1951, Манхеттен, Нью-Йорк — 6 апреля 2016) — американский барабанщик и сессионный музыкант. Наиболее известен по работе с Дэвидом Боуи.

## Биография
Деннис Дэвис родился в Нью-Йорке (район Манхеттен). В юности обучался игре на ударных у джазовых музыкантов — Макса Роуча и Элвина Джонса, после чего присоединился к оркестру Big Band под руководством Кларка Терри (1967 год). Во время войны во Вьетнаме был призван на фронт, где получил ранение, тем не менее барабанщик продолжал оттачивать свои навыки в составе армейского оркестра (US Navy’s Drum and Bugle Corps). В период сотрудничества с Ройем Эйерсом, Дэвис познакомился с гитаристом Карлосом Аломаром, который также выступал в его ансамбле, эта встреча стала одним из поворотных моментов в жизни джазового ударника. В 1975 году Дэвис вместе с Аломаром и бас-гитаристом Джорджем Мюрреем были приглашены Дэвидом Боуи для записи его альбома Young Americans. В итоге, Дэвис стал частью регулярной ритм-секции, записав с Боуи ряд альбомов во второй половине 1970-х. Звучание малого барабана Дэвиса в альбоме Low («обработанного» продюсером Тони Висконти), считается одним из самых влиятельных музыкальных аспектов в истории создания популярной музыки.
В начале 2000-х Дэвис выступал в гастрольном составе Дэвида Боуи (на перкуссии), в том числе принял участие в его последнем турне — A Reality Tour (2003) году. Основным барабанщиком во время этих гастролей был Стерлинг Кэмпбелл, который когда-то был учеником Дэвиса.
Дэвис скончался от рака лёгких 6 апреля 2016 года, не успев закончить работу над своим первым сольным альбомом.

## Дискография
Roy Ayers Ubiquity
- Red, Black And Green (1973)
- Coffy (1973)
- Virgo Red (1973)

Дэвид Боуи
- Young Americans (1975)
- Station to Station (1976)
- Low (1977)
- «Heroes» (1977)
- Stage (1978)
- Lodger (1979)

Джордж Бенсон
- Good King Bad (CTI, 1975)

Ронни Фостер
- Cheshire Cat (1975)

Игги Поп
- The Idiot (RCA, 1977)

Стиви Уандер
- Journey Through the Secret Life of Plants (Motown, 1979) — «A Seed’s a Star/Tree Medley»
- Hotter Than July (Motown, 1980) — «Did I Hear You Say You Love Me», «As If You Read My Mind», «Master Blaster (Jammin')»
- Original Musiquarium (Motown, 1982) — «Do I Do»
- Characters (Motown, 1987) — «Free»

Джермейн Джексон
- Let’s Get Serious (Motown, 1980) — «Let’s Get Serious», «Where Are You Now», «You’re Supposed to Keep Your Love for Me»